# Witbuikwinterkoning
De witbuikwinterkoning (Uropsila leucogastra) is een zangvogel uit de familie Troglodytidae (winterkoningen).

## Verspreiding en leefgebied
Deze soort telt 6 ondersoorten:
- U. l. pacifica: zuidwestelijk Mexico.
- U. l. leucogastra: oostelijk Mexico (van zuidoostelijk Veracruz tot Tabasco en noordelijk Chiapas).
- U. l. centralis: het oostelijke deel van Centraal-Mexico (van noordelijk Puebla tot centraal Veracruz).
- U. l. restricta: zuidoostelijk Mexico (noordelijk Yucatán).
- U. l. brachyura: van zuidoostelijk Mexico (centraal Yucatán) tot noordelijk Guatemala.
- U. l. australis: oostelijk Yucatán, Belize en noordelijk Honduras.